# Fantje izpod Grmade
Fantje izpod Grmade je slovenski moški pevski zbor iz Devina pri Trstu.

## Nastanek in delovanje
Zbor je nastal v Devinu med letoma 1965 in 1966 , saj so se nekateri navdušeni pevci zbirali, ker jim je bila pri srcu slovenska beseda in slovenska pesem ter so imeli radi “zdravo družbo”, povezovala jih je ljubezen do petja, zvestoba slovenstvu in demokraciji ter krščanski veri. Prepričani so bili, da je treba ustanoviti društvo, ki bo gojilo in utrjevalo te vrednote. Tako so ustanovili moški pevski zbor, ki mu je Venko Antonič skoval ime Fantje izpod Grmade, France Antonič pa jih je gostil na svojem domu, saj je zbor sprva vadil pri njemu doma ob harmoniju, na katerega je igral sin in tudi ustanovni član Herman Antonič. Zbor je debitiral 26. junija 1966 pod vodstvom dirigenta Iva Kralja, dobrega prijatelja članov zbora. Maestro Ivo Kralj  je nato Fante izpod Grmade neprekinjeno vodil celih petinštirideset let, do konca sezone 2010/2011 . Oktobra leta 2011 mu je nasledil že omenjeni Herman Antonič, medtem ko od meseca oktobra 2019 zbor vodi zborovodja Bogdan Kralj. 
Septembra 1985 so predstavniki zbora Fantje izpod Grmade in Dekliškega zbora Devin predlagali devinsko-nabrežinski občinski upravi obnovo zapuščenega rastlinjaka na vrtu devinskega otroškega vrtca. Po pregledu pristojne komisije so nato podpisali pogodbo za 20-letno uporabo omenjenega poslopja, pod pogojem, da zbori sami obnovijo ruševino. Obnovitvena dela je vodil zgoraj omenjeni gradbeni podjetnik Franc Antonič, pri prostovoljnem delu so sodelovali vsi člani in tudi drugi prijatelji zbora. Januarja 1988 so se tam že začele redne dejavnosti, 13. novembra istega leta pa je bilo slovesno uradno odprtje z blagoslovom sedeža. Julija leta 1990, ko je bil župan občine Devin-Nabrežina Bojan Brezigar, je prišlo do kupoprodajne pogodbe, saj je občina nepremičnino prodala Zadrugi Grmada-Devin (ustanovili so jo prav v namen upravljanja te stavbe). Ob koncu 90. let prejšnjega stoletja pa se je v Italiji spremenila zakonodaja, ki je omogočala možnost lastninjenja tudi društvom, zato so se člani odločili za ukinitev zadruge Grmada-Devin in tako je lastništvo dvorane pevskih zborov prešlo na MoPZ Fantje izpod Grmade, kar velja še danes. 
Moški pevski zbor Fantje izpod Grmade ima pomembno kulturno vlogo kot varuh in promotor slovenskega zborovskega izročila in tudi kot organizator koncertov in kulturnih dogodkov. Zbor si že od nekdaj prizadeva za dovolj obsežen repertoar, da lahko izvaja koncerte sakralne in posvetne glasbe ob raznih praznikih, dogodkih in obletnicah, ki so pomembni za slovensko manjšino. Zbor je nastopal v Sloveniji, na avstrijskem Koroškem, v Milanu, Rimu, pa tudi v Nemčiji, Švici in na Madžarskem . Zbor je večkrat snemal za radijsko postajo RAI Radio Trst A in tudi za Radio Koper. Leta 1982 je izdal glasbeno kaseto Kraška dežela, ob 40-letnici delovanja pa zgoščenko Grmada kres . Že od leta 1968 zbor organizira vsak 26. december Božični koncert v cerkvi sv. Janeza Krstnika v Štivanu, kjer Fantje sami nastopajo z drugimi lokalnimi pevskimi zbori, mnogo let pa vsako poletje priredijo Note v portiču , saj v Devinskem pristanišču meseca julija prirejajo koncerte na prostem, ob morju.
Fantje izpod Grmade so za svoje delovanje prejeli številne nagrade in različna priznanja. Omenimo le najpomembnejše: za neprekinjeno udeležbo na vsakoletnih zborovskih festivalih Cecilijanka v Gorici, na pevski reviji Primorska poje, za nastop na vseh 50. izvedbah revije Pesem jeseni  v Tržaški pokrajini. Leta 1984 so prejeli nagrado Sklada Dušana Černeta za svojo kulturno vlogo v Devinu in okolici, leta 2016 pa Peterlinovo nagrado ob 50-letnici delovanja.

## Publikacije
- 20 let moškega pevskega zbora Fantje izpod Grmade [11]
- Slovesnost ob odprtju sedeža Fantov izpod Grmade in Dekliškega zbora Devin [12]
- 30 let moškega pevskega zbora Fantje izpod Grmade [13]
- Fantje izpod Grmade: 50. obletnica = 50° anniversario [14]